# Эйсмонт, Михаил Архипович
Михаил Архипович Эйсмонт (род. 21 сентября 1907, деревня Толстоухово, Невельский уезд, Витебская губерния, теперь Невельский район, Псковская область, Российская Федерация —  1994) — советский военный деятель, начальник штаба Управления пограничных войск Юго-Западного округа МВД СССР, начальник Управления пограничных войск Азербайджанского округа КГБ СССР, генерал-майор. Депутат Львовского областного совета депутатов трудящихся 4-6-го созывов.

## Биография
С 1929 года — на действительной военной службе в пограничных войсках ОГПУ СССР. Член ВКП(б).
В 1937—1939 г. — старший инспектор 2-го отделения политического отдела Главного управления войск пограничной и внутренней охраны СССР.
В 1939—1940 г. — начальник штаба 14-го Плещеницкого пограничного отряда Управления пограничных войск НКВД Белорусской ССР.
Участник Великой Отечественной войны. В 1941—1942 г. — начальник 1-го отдела Политического управления войск НКВД СССР. В 1942 году служил заместителем начальника Политического управления войск НКВД СССР. В октябре 1942—1943 г. — начальник 1-го отдела Политического управления Главного управления пограничных войск (ГУПВ) НКВД СССР — заместитель начальника Политического управления ГУПВ НКВД СССР.
В 1943—1947 г. — слушатель Военной академии РККА имени Фрунзе.
В 1947—1954 г. — на ответственной работе в Управлении погранвойск МВД-МГБ Украинского округа, начальник штаба округа в городе Львове.
В феврале 1954 — июне 1957 г. — начальник штаба — заместитель начальника Управления пограничных войск МВД-КГБ Юго-Западного округа в городе Львове.
В июне 1957 — марте 1963 г. — начальник Управления пограничных войск КГБ Азербайджанского округа.
В марте 1963—1967 г. — начальник штаба — 1-й заместитель начальника войск Северо-Западного пограничного округа КГБ СССР.
1 декабря 1967 года уволен в запас по возрасту.

## Звания
- майор
- полковой комиссар
- бригадный комиссар (25.08.1941)
- полковник (12.12.1942)
- генерал-майор

## Награды
- 2 ордена Красной Звезды
- медали